# Macrovipera
Macrovipera es un género de serpientes de la familia Viperidae compuesto por cuatro especies de víboras que habitan en el norte de África, Oriente Próximo y ciertas islas del Egeo.

## Especies
- Macrovipera deserti
- Macrovipera lebetina
- Macrovipera mauritanica
- Macrovipera schweizeri